# St. Margarethen im Lungau
St. Margarethen im Lungau é um município da Áustria, situado no distrito de Tamsweg, no estado de Salzburgo. Tem 24,44 km² de área e sua população em 2019 foi estimada em 712 habitantes.